# William Penny
William Penny (Peterhead, Escòcia, 12 de juliol de 1809 - Aberdeen, 1 de febrer de 1892) va ser un caçador de balenes i explorador de l'Àrtida escocès.

## Biografia
Als 12 anys va fer el primer viatge per caçar balenes. El 1829 ja era primer oficial i feia viatges anuals a l'estret de Davis. El 1835 dirigí el Neptuno i defensà el canvi en les tècniques de caça de la balena, amb l'establiment d'estacions baleneres prop de la zona de caça, evitant així els llargs viatges des d'Anglaterra i fent la caça més segura i eficient. Penny proposà establir-se a l'illa de Baffin, però abans calia fer una exploració prèvia, ja que des de l'època de Martin Frobisher i John Davis la zona no havia estat visitada.
Amb els anys el seu interès per la caça de balenes disminuí, alhora que augmentava l'interès en la recerca de John Franklin i la seva expedició, desapareguts des de 1845. Durant les temporades de caça de 1847 i 1849 intentà, sense èxit, contactar amb Franklin. Després d'obtenir el suport econòmic de Lady Franklin i el vistiplau de l'Almirallat britànic inicià una expedició de recerca de Franklin amb els vaixells Lady Franklin i Sophia. Va partir l'abril de 1850 i, després de trobar el lloc on hivernaren els homes de Franklin, a l'illa de Beechey, passà l'hivern a Assistance Bay, a l'illa Cornwallis, prop d'on també estaven Horatio Thomas Austin i John Ross. Els tres es repartiren la zona a explorar i Penny escollí el canal de Wellington. Allà trobà indicis de Franklin, però en reunir-se amb Austin per comentar els fets acabaren discutint-se i marxant ambdós cap a casa.
Posteriorment renovà el seu interès per la caça de balenes a la zona de la badia Cumberland, introduint la tècnica de la caça sobre icebergs. El 1859 fou el promotor d'un dels primers baleners a vapor. Els darrers 25 anys de la seva vida els passà retirat a Aberdeen, on morí el 1892.